# Tanorus
Tanorus is een geslacht van schietmotten van de familie Hydrobiosidae.

## Soorten
- T. bibax F Schmid, 1989
- T. densus (K Korboot, 1964)
- T. desidiosus F Schmid, 1989
- T. empheres A Neboiss, 1984
- T. fallax F Schmid, 1989
- T. furax F Schmid, 1989
- T. giluweanus A Neboiss, 1984
- T. mendax F Schmid, 1989
- T. otiosus F Schmid, 1989
- T. papuanus (DE Kimmins, 1962)
- T. proditor F Schmid, 1989
- T. veterator F Schmid, 1989